# 吉水庙
吉水庙，位于中国广东省河源市连平县元善镇石龙村，为河源市连平县的一个县级文物保护单位，类型为古建筑，公布时间为1986年1月。
吉水庙的历史年代为清代。